# Serra de la Devesa
La Serra de la Devesa és una serra situada al municipi de Juncosa (Garrigues), amb una elevació màxima de 645 metres.